# Діктейська печера
Діктейська печера (грец. Δικταίο Άντρο), або Печера Псіхро — печера розташована в Диктійських горах над плато Ласіті, острів Крит, Греція. Розташована на висоті 1024 м н.р.м. Є однією з популярних пам'яток Крита. У рекламних цілях її часто називають Печерою Зевса.

## Міфологія
Згідно з Геосідом, богиня Рея ховалася від свого чоловіка Кроноса, що пожирав їхніх дітей, у печері в Діктійських горах, недалеко від Ласіті. Тут вона і народила Зевса, а чоловікові віддала камінь, загорнутий в пелюшку. З кінця ХІХ століття печера над сучасним селом Псіхро стала асоціюватися з цим міфологічним місцем.

## Історія
Перші розкопки в печері провадив в 1886 р. Джозеф Хадзідакіс. Дослідження були продовжені в 1896 р. сером Джоном Евансом.
В результаті розкопок були знайдені античні вівтарі, безліч вотивних статуеток, присвячених Зевсові, а також кераміка від ранньомінойської до пізньоримської. З цього був зроблений висновок, що Зевсові тут служили безперервно близько 2000 років.
Кістки в попелястому шарі свідчать про жертвоприношення биків, овець, кіз, оленів і кабанів. Археологи припускають, що багато знахідок були просто розкрадені в ході розкопок і розійшлися по приватним колекціям.
Збережені знахідки з Диктейської печери зберігаються в Археологічному музеї Іракліона і Музеї Ашмола в Оксфорді, Луврі і Британському музеї.

## Опис
Печера розташована на висоті 1024 м. Складається з вестибюля (42 × 19 × 6,5 м), де були встановлений вівтар і кам'яні столи для приношень і основної зали (85 × 38 × 5-14 м). В глибині печери — невелике підземне озеро. На стінах і стелі химерні сталагміти і сталактити.

## Туризм
Печера Зевса є популярним туристичним об'єктом Кріту. Турагентства прибережних районів продають туди організовані екскурсії. Від автостоянки до печери треба підніматися крутою стежкою (можливий підйом туристів на віслюках). Спуск в печеру — по металевих сходах. Усередині організовано електричне підсвічування, через озерце перекинуті містки. Вхід у печеру платний. Від входу відкривається приголомшливий вид на долину Ласіті.